# Liste der Biografien/Wilt
Liste der Biografien |
Portal Biografien |
Personensuche
# |
A |
B |
C |
D |
E |
F |
G |
H |
I |
J |
K |
L |
M |
N |
O |
P |
Q |
R |
S |
T |
U |
V |
W |
X |
Y |
Z |
?
 
Wa |
Wc |
Wd |
We |
Wh |
Wi |
Wj |
Wl |
Wn |
Wo |
Wr |
Ws |
Wt |
Wu |
Ww |
Wy |
Wz
 
Wia |
Wib |
Wic |
Wid |
Wie |
Wif |
Wig |
Wih |
Wii |
Wij |
Wik |
Wil |
Wim |
Win |
Wio |
Wip |
Wir |
Wis |
Wit |
Wiv |
Wiw |
Wix |
Wiz
 
Wila |
Wilb |
Wilc |
Wild |
Wile |
Wilf |
Wilg |
Wilh |
Wili |
Wilj |
Wilk |
Will |
Wilm |
Wiln |
Wilo |
Wilp |
Wilr |
Wils |
Wilt |
Wilu |
Wilw |
Wily |
Wilz
Die Liste der Biografien führt alle Personen auf, die in der deutschsprachigen Wikipedia einen Artikel haben. Dieses ist eine Teilliste mit 44 Einträgen von Personen, deren Namen mit den Buchstaben „Wilt“ beginnt.

## Wilt
- Wilt, David E. (* 1955), US-amerikanischer Medienwissenschaftler und Bibliothekar
- Wilt, Fred (1920–1994), amerikanischer Leichtathlet und Leichtathletiktrainer, FBI-Agent
- Wilt, Hans (1867–1917), österreichischer Landschaftsmaler
- Wilt, Marie (1834–1891), österreichische Opernsängerin (Sopran)

### Wiltb
- Wiltberger, August (1850–1928), deutscher Komponist und Seminarprofessor
- Wiltberger, Hans (1887–1970), deutscher Komponist und Musikpädagoge
- Wiltberger, Heinrich (1841–1916), deutscher Komponist, Dirigent und Musikpädagoge
- Wiltberger, Heinrich (1873–1936), deutscher Jurist und Politiker, MdR
- Wiltberger, Marc (* 1969), französischer Handballspieler und -trainer

### Wilte
- Wiltenburg, Katinka (* 1959), niederländische Triathletin
- Wiltenstein, Herbert (1920–1993), deutscher Architekt und Stadtbaurat in Göttingen in Niedersachsen

### Wiltf
- Wiltfang, Gerd (1946–1997), deutscher Springreiter

### Wiltg
- Wiltgen, Paul (* 1982), luxemburgischer Jazzmusiker (Schlagzeug, Komposition)

### Wilth
- Wiltheim, Alexander (* 1604), luxemburgischer Humanist und Jesuit
- Wiltheiss, Ernst Eduard (1855–1900), deutscher Mathematiker
- Wilthelm, Heinrich (1913–1969), deutscher Künstler
- Wilthum, Anton (1888–1946), österreichischer NSDAP-Kreisleiter

### Wilti
- Wilting, Bernd (* 1956), deutscher Filmproduzent, Regisseur und Drehbuchautor

### Wiltj
- Wiltjer, Kyle (* 1992), kanadisch-US-amerikanischer Basketballspieler

### Wilto
- Wilton, Ernest (1870–1952), britischer Diplomat, Präsident der Regierungskommission des Saargebietes (1923–1926)
- Wilton, Jennifer (* 1977), deutsche Journalistin und Chefredakteurin
- Wilton, Maureen (* 1953), kanadische Langstreckenläuferin
- Wilton, Olive (1883–1971), australische Schauspielerin mit englischer Herkunft
- Wilton, Penelope (* 1946), britische SchauspielerinPenelope Wilton (* 1946)

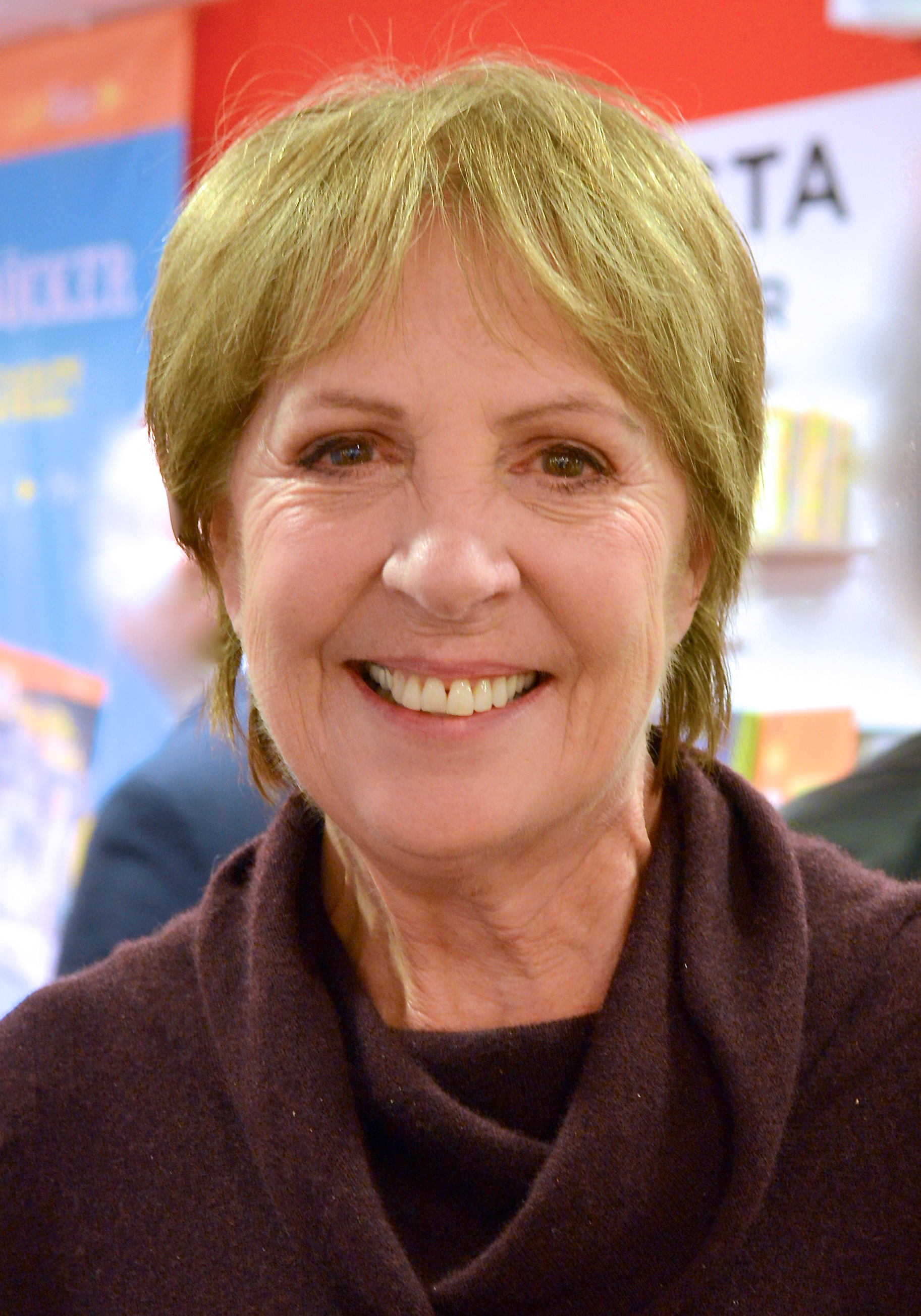
Penelope Wilton (* 1946)

- Wilton, Spencer (* 1973), britischer Dressurreiter
- Wilton, William (1865–1920), schottischer Fußballspieler und -trainer
- Wilton, William of († 1264), englischer Richter
- Wiltord, Sylvain (* 1974), französischer Fußballspieler

### Wiltr
- Wiltrud von Bergen, Klostergründerin, Äbtissin und Benediktinerin
- Wiltrud von Orléans, Gräfin im Wormsgau

### Wilts
- Wilts, Edith (* 1949), deutsche Politikerin (SPD)
- Wilts, Erich (1942–2022), deutscher Segler und Fotoautor von Segel-Bildbänden
- Wilts, Heide (* 1942), deutsche Ärztin, Seglerin und Autorin von Segel-Büchern
- Wiltsche, Barbara, österreichische Tischtennisspielerin
- Wiltschek, Hans (1911–1999), österreichischer Boxer
- Wiltschko, Roswitha (* 1947), deutsche Zoologin
- Wiltschko, Wolfgang (* 1938), deutscher Zoologe und Verhaltensforscher
- Wiltshire, Jim (1903–1984), englischer Fußballschiedsrichter
- Wiltshire, Karen Helen (* 1962), irische Umweltwissenschaftlerin
- Wiltshire, Patricia (* 1942), britische forensische Archäologin, Botanikerin und Palynologin
- Wiltshire, Stephen (* 1974), englischer Zeichner
- Wiltshire, Tiernny (* 1998), amerikanisch-jamaikanische Fußballspielerin

### Wiltz
- Wiltz, Arnold (1889–1937), deutsch-amerikanischer Maler
- Wiltz, Louis A. (1843–1881), US-amerikanischer Politiker